# کارلتون ام. کاوس
 کارلتون ام کاوس (انگلیسی: Carlton M. Caves؛ زاده ) یک دانشمند اهل ایالات متحده آمریکا است.
وی همچنین برنده جوایزی همچون جایزه اینشتین در علوم لیزر شده است.